# 아미노기
아미노기(amino group)는 유기 화합물이 가지는 작용기의 하나이다. 질소 원자에 수소가 결합된 형태를 취한다 (-NH2). 양성자와 결합하여 양전하를 띠는 양이온이 될 수 있고, 질소 원자가 가지고 있는 비공유 전자쌍 때문에 친핵체로 작용할 수 있다.

## 구조
|                        |
| 아미노기 (피셔 투영식) |

## 단백질
아미노산들이 중합체에서 단백질을 형성할 때 아미노기와 카복시기의 펩타이드 결합을 볼 수 있다.

## 같이 보기
- 아민
- 아미노산